# 核聚变
，又稱融合反應，是指将两个较轻的核结合而形成一个较重的核和一个極轻的核（或粒子）的一种核反应形式。在此过程中，物质並没有守恒，因为有一部分正在聚变的原子核的物质被转化为光子（能量）。核聚变是给活跃的或“主序的”恆星提供能量的过程。

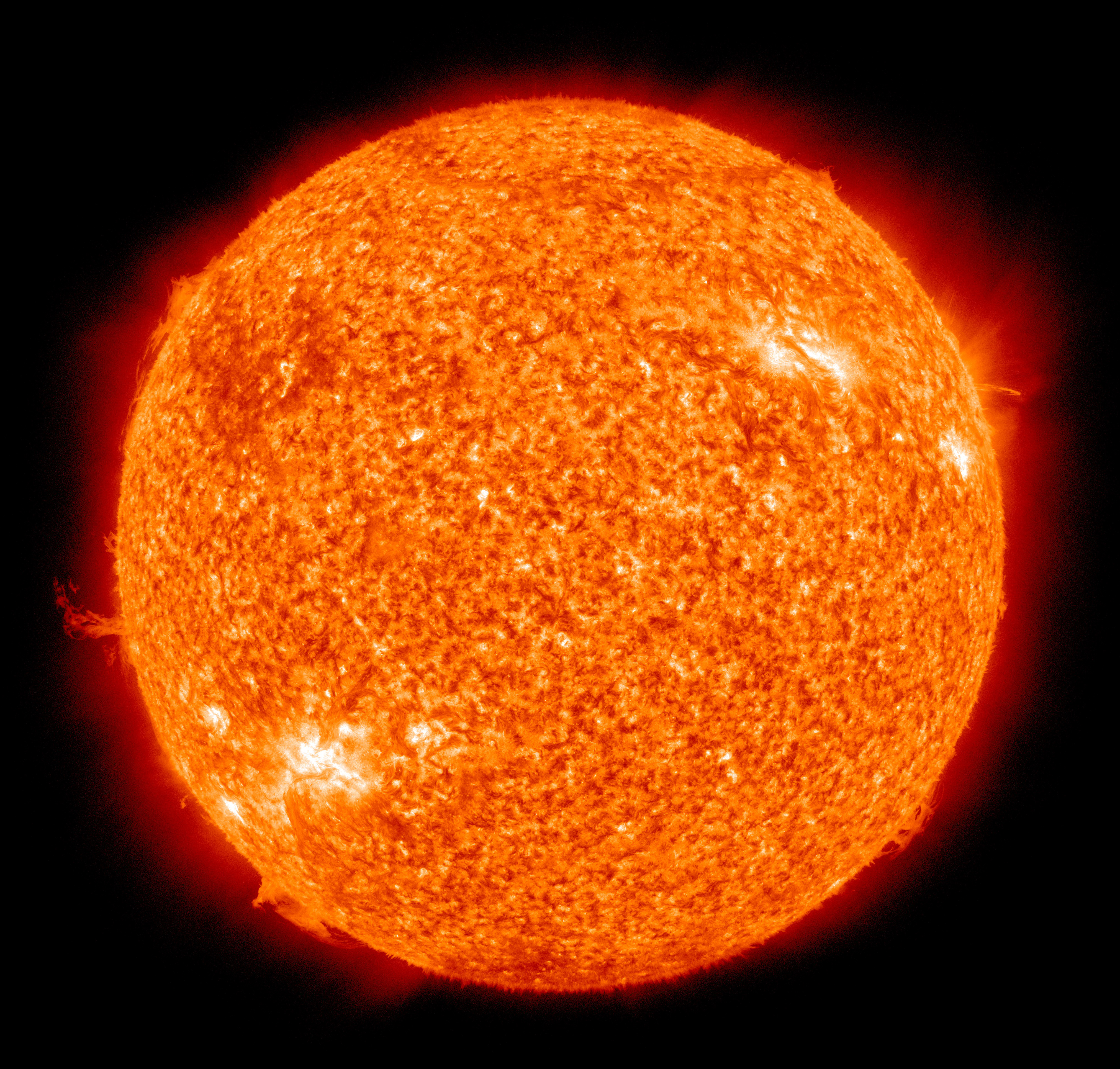
太阳是主序星，通过原子核的核聚变产生能量，把氢原子聚变成氦原子。在它的核心，太阳发生以每秒钟6.2億吨氢的核聚变。

两个较轻的核在融合过程中产生质量耗損而释放出巨大的能量，两个轻核在发生聚变时虽然因它们都带正电荷而彼此排斥，然而两个能量足够高的核迎面相遇，它们就能相当紧密地聚集在一起，以致核力能够克服库仑斥力而发生核反应，这个反应叫做核聚变。
舉例：两个質量小的原子，比方說兩個氘原子，在一定条件下（如超高温和高压），會发生原子核互相聚合作用，生成中子和氦-3，并伴随着巨大的能量释放。
原子核中蕴藏巨大的能量。根据质能方程E=mc2，原子核之淨质量变化（反應物與生成物之質量差）造成能量的释放。如果是由重的原子核变化为轻的原子核，稱為核裂变，如原子弹爆炸；如果是由較轻的原子核变化为較重的原子核，稱為核聚变。一般來說，這種核反应會終止於鐵，因為其原子核最為穩定。
1920年，亚瑟·爱丁顿提出氫氦聚變可能是恆星能量的主要來源。在欧内斯特·卢瑟福的核嬗变實驗基礎上，马克·奥利芬特於1932年完成了氫同位素的實驗室聚變。1930年代，汉斯·贝特提出了恆星核聚變主循環的理論。1940年代初，作為曼哈頓計劃的一部分，開始研究用於軍事目的的核聚變。1951年，在核試驗中完成了核聚變。1952年11月1日，在常春藤麥克氫彈試驗中首次進行了大規模核聚變。
最早的人工核融合技術在氫彈上得到体现。1950年代，人类开始研究用于民用目的的受控热核聚变。

## 基本原理
核聚变将诸如氢原子核一类的较轻的原子核结合形成较重的原子核。原子核带正电，故库仑力会阻碍原子核的结合。克服库仑势垒需要大量的能量。轻核所带的电荷少，因此它们聚变时需要克服的势垒越小，释放出的能量就越多。随着原子核质量的增加到一个临界点时，聚变反应所需克服的势能大于反应放出的能量，即没有净能量产生。这一临界点是鎳-62。
氘核与氚核是核聚变的最佳燃料。它们都是氢原子核的重同位素。氚核的中子与质子比（2个中子，1个质子）是稳定原子核中最高的。由于中子与质子比相对较高，荷质比減少，它们的势垒也就较小。电中性的中子無庫侖斥力，易通过核力使得原子核中的核子紧密地结合在一起。增加质子或减少中子都会使得克服势垒所需的能量变多。
一般条件下氘核与氚核的混合态不会产生持续的核聚变。由于核子之间的距离小于10fm才会有核力的作用，因此核子必须靠外部能量聚合在一起。就算在温度极高，密度极大的太阳中心，平均每个质子要等待数十亿年才能参与一次聚变。要使聚变能够实际应用，原子核利用率必须大幅提升：温度提升到{\displaystyle 10^{8}}K，或施加极大的压强。实现自持聚变反应并获得能量增益的关于密度和压强的必要条件就是慣性局限融合。这一判据自1950年代氢弹爆炸成功而闻名，而在地球上实现慣性局限融合十分困难。

## 發生條件
如果要進行核聚變反應，首先就必須提高物質的溫度，使原子核和電子分開，處於這種狀態的物質稱為等离子体。顧名思義，核力是一種非常強大的力量，而其力量所及的範圍僅止於10−10～10−13米左右，當質子和中子互相接近至此範圍時，核力就會發揮作用，因而發生核聚變反應。
但由於原子核帶正電，彼此間會互相排斥，所以很難使其彼此互相接近。若要克服其相斥的力量，就必須適當地控制電漿的溫度、密度和封閉時間﹝維持時間﹞，此三項條件缺一不可。由於提高物質的溫度可以使原子核劇烈轉動，因此溫度升高，密度變大，封閉的時間越長，彼此接近的機會越大。
由於電漿很快就會飛散開來，所以必須先將其封閉。用來使電漿封閉的方法有許多種，太陽內部是利用巨大重力使電漿封閉，而在地球上則必須採取別的方法，磁場的利用便是其中一種。當電漿帶電時，電荷被捲在磁力線上，因此只要製造出磁場，就能夠將電漿封閉，使它們懸浮在真空中。

## 研究歷史
1920年，亚瑟·爱丁顿提出氢氦聚变可能是恒星能量的主要来源。
1932年，马克·奥利芬特在卢瑟福的核嬗变实验基础上，完成了氢同位素的实验室聚变。
1930年代，汉斯·贝特提出了恒星核聚变主循环的理论。
1940年代初，用于军事目的的核聚变研究被列入曼哈顿计划。
1951年，美国实施温室行动，在核试验中完成了人类首次的核聚变。
1951年5月，萊曼·史匹哲提出仿星器概念，此后至六十年代，仿星器一直是核聚变能研究的主流装置，直至苏联提出了比仿星器更高效的托卡马克概念，关于仿星器的研究才被搁置。
1952年11月1日，美国在常春藤麥克的氢弹试验中首次进行了大规模核聚变。
1950年代早期，马克·奥利芬特在澳洲國立大學成立了至今依舊活躍的等离子体核聚变研究设施H-1NF。
目前人类已经可以实现不受控制的核聚变，如氢弹的爆炸；也可以觸發可控制核融合，只是輸入的能量大於輸出、或發生時間極短。但是要想能量可被人类有效利用，必须能够合理的控制核聚变的速度和规模，实现持续、平稳的能量输出；而觸發核融合反應必須消耗能量（約1億度），因此人工核融合所產生的能量與觸發核融合的能量要到達一定的比例才能有經濟效應。科學家正努力研究如何控制核聚变，但是现在看来还有很长的路要走。目前主要的几种可控制核聚变方式：Z脉冲功率设施、激光约束（惯性约束）核聚变、磁约束核聚变（托卡马克）。
2005年，部份科學家相信已經成功做出小型的核聚变，並且得到初步驗證。首個實驗核聚变發電站將選址法國。
根據2014年2月12日英國科學期刊《自然》電子版，美國能源部所屬國家研究機構勞倫斯利福摩爾國家實驗室的研究團隊首次確認，使用高功率雷射進行的核融合實驗，從燃料所釋放出來的能量，超出投入的能量。
2014年10月，洛克希德·马丁宣布發明小型核融合反應爐，100兆瓦特反應爐縮小至7x10英呎大小，於1年之內能進行測試，10年內能正式運轉。大部分科學家對此聲明表示懷疑，其小型反應爐與世上任何反應爐構造都不同。
目前世界上最大的實驗性托卡馬克反應爐是法国南部正在建设中的国际热核聚变实验反应堆，2020年7月，该项目正式启动机器组装阶段，截至2022年7月，据实现首次等离子体放电所需的工作已达成77.1%，预计將于2025年12月進行首次測試。
2019年11月，美国洛斯阿拉莫斯国家实验室正在进行一项等离子体线性实验（PLX），旨在结合目前两种核聚变方式之所长。
2018年11月，中国科学院合肥物质科学研究院等離子體物理研究所宣佈在合肥综合性国家科学中心的全超导托卡马克核聚变实验装置實現一億度等離子體運行。2021年5月，EAST创造新的世界纪录，成功实现可重复的1.2亿摄氏度101秒和1.6亿摄氏度20秒等离子体运行，将1亿摄氏度20秒的原纪录延长了5倍。
2022年12月，美國能源部宣布，劳伦斯利佛摩国家实验室科學家首度達成「能量淨增益」，即在核融合反應達成產出的能量遠高於引發反應所使用能量，將有助發展潔淨能源。

氘-氚 （D-T）的核融合反應产生氦（He）与中子（n），期间釋放出的核能，在核融合發電中難度最低，是目前考慮中的未來主要能源。
質子-質子鏈反應是太陽和比太陽轻的恆星產生能量的主要方式。
碳氮氧循環是比太阳重的恒星主要产能方式。

核聚變反應速度會一直與溫度一起上升，直到最大反應速率溫度後、逐漸下降。DT反應速度峰值的溫度是最低的（約70 keV或八億度k)，而且高於另外的反應。

## 发电
| 反應物                                 |                      | 產物                 | Q                    | n/MeV                |
| 第一代核融合發電燃料                   | 第一代核融合發電燃料 | 第一代核融合發電燃料 | 第一代核融合發電燃料 | 第一代核融合發電燃料 |
| -------------------------------------- | -------------------- | -------------------- | -------------------- | -------------------- |
| 2 1H + 2 1H (D-D)                      | →                    | 3 2He + 1 0          | 3.268 MeV            | 0.306                |
| 2 1H + 2 1H (D-D)                      | →                    | 3 1H + 1 H           | 4.032 MeV            | 0                    |
| 2 1H + 3 1H (D-T)                      | →                    | 4 2He + 1 0          | 17.571 MeV           | 0.057                |
| 第二代核融合燃料                       |                      |                      |                      |                      |
| 2 1H + 3 2He (D-3 He)                  | →                    | 4 2He + 1 H          | 18.354 MeV           | 0                    |
| 第三代核融合燃料                       |                      |                      |                      |                      |
| 3 2He + 3 2He                          | →                    | 4 2He + 2 1 H        | 12.86 MeV            | 0                    |
| 11 5B+ 1 H                             | →                    | 3 4 2He              | 8.68 MeV             | 0                    |
| 氘（D）融合總反應 （前四行反應的總和） |                      |                      |                      |                      |
| 6 D                                    | →                    | 2(4 He + n + p)      | 43.225 MeV           | 0.046                |
| 目前最常用的核燃料                     |                      |                      |                      |                      |
| 235 U + n                              | →                    | 2 核分裂產物 + 2.5 n | ~200 MeV             | 0.001                |

燃料中的氘是穩定同位素、可以由海水獲得，氚的半衰期短、但可以用中子撞擊鋰-6來獲得 
，氦-3可以是清潔核燃料，但地球的存量很少，必須要到月球或木星上通過宇宙採礦獲取。
D-T反應及D-D反應都會產生中子，而這會讓核融合設施帶有放射線，但這些核廢料比核分裂發電造成的好處理多了；而反應溫度更高的D-3
He反應本身沒有產生中子，但因為反應物包含D，因此會附帶D-D反應、而產生中子；純3
He的反應則只會產生質子、質子可以用電場處理、而且還可以用來直接發電（類似燃料電池的方法），11
5B + 1
1H反應的原料更好取得，但第三代核融合的技術難度又更高一截。

### 優缺點

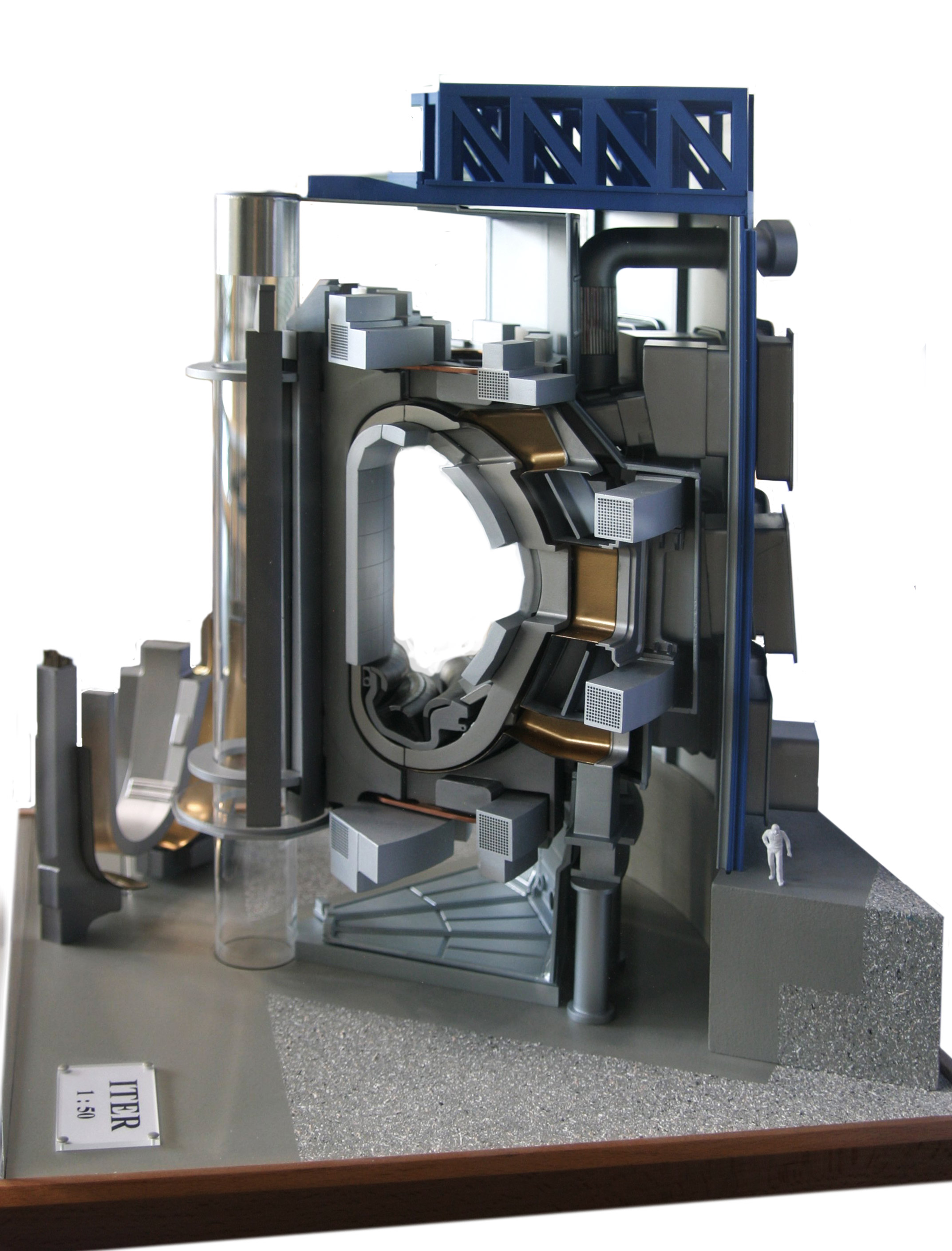
D型環的托卡馬克裝置是最有希望達成的受控融合設計

相較於核裂变發電，核聚变產生的核廢料半衰期極短（低管理成本、核洩漏時總危害較低、最多只有一公里內需要撤退）、安全性也更高（不維持對核的約束便會停止反應）。如氘和氚之核融合反應，其原料可直接取自海水，来源几乎取之不尽，因而是比較理想的能源取得方式。
核融合也是一種中子源，藉此可以觸發核分裂。利用中子源來觸發核分裂反應稱為次臨界核分裂，次臨界核分裂不但安全性接近核融合，且技術難度較核融合發電低（若是把核融合來當中子源觸發核分裂發電，技術需求也會比僅使用核融合的能量發電低），還可以處理核分裂發電造成的核廢料及過多的原子彈、讓這些核廢料的半衰期由數萬年縮短為數百年。

### 商用
2023年5月10日，微軟公司與私營核融合發電公司Helion簽訂購電協議。

### 组织
- Tokamak Energy (Milton Park, Abingdon) website （页面存档备份，存于）
- Fusion for Energy website （页面存档备份，存于）
- ITER (International Thermonuclear Experimental Reactor) website （页面存档备份，存于）
- CCFE (Culham Centre for Fusion Energy) website （页面存档备份，存于）
- JET (Joint European Torus) website
- Naka Fusion Institute at JAEA (Japan Atomic Energy Agency) website